# Serie C1 (calcio a 5)
La Serie C1 è il quinto livello del campionato italiano di calcio a 5 ed è organizzato dalla Lega Nazionale Dilettanti tramite i Comitati Regionali (per Piemonte e Valle d'Aosta è in comune). In alcune regioni come il Friuli-Venezia Giulia e la Liguria manca la separazione tra Serie C1 e C2, sostituiti da un unico campionato di Serie C regionale.

## Storia
Considerata la cronica carenza di organico della Serie B, nel luglio del 2014 la Divisione Calcio a 5 ha autorizzato i comitati regionali a organizzare, a partire dalla stagione seguente, due gironi regionali di Serie C1, con altrettante promozioni connesse. Nella stagione 2015-16 il comitato regionale del Lazio ha istituito un secondo girone di Serie C1, imitato due stagioni più tardi da quello della Sicilia. A causa della pandemia di COVID-19, nella stagione 2020-21 si sono disputati solamente sette campionati di quarto livello: Lazio, Sicilia (due gironi), Calabria, Piemonte, Puglia hanno organizzato regolarmente la Serie C1; i comitati di Liguria, Lombardia e Toscana, così come quelli di Emilia-Romagna e Veneto, hanno invece organizzato un campionato unico interregionale.In alcune regioni la Serie C1 si gioca con il tempo effettivo.

## Promozione
Accedono alla Serie B le prime classificate di ogni campionato regionale. Vi è la disputa dei play-off nazionali per l'assegnazione di ulteriori posti, a cui vi partecipa una squadra per ogni regione. Queste ultime vengono designate a loro volta da play-off in sede regionale (procedura in uso solo presso alcuni comitati). Alla fase nazionale sono iscritte di diritto tutte le società vincenti i play-off di ciascun comitato regionale (ovvero 19 poiché le società di Piemonte e Valle d'Aosta afferiscono allo stesso Comitato Regionale). La riforma dei campionati, avvenuta a inizio millennio, ha modificato negli anni sia le modalità di svolgimento sia il numero di promozioni riservati agli spareggi nazionali di Serie C. Nella stagione 2000-2001 solamente due società furono promosse al termine degli spareggi, mentre nell'edizione seguente i posti in palio furono addirittura otto. Dalla stagione 2002-03 fino al 2013-14 i play-off nazionali di quarto livello assicuravano quattro posti al successivo campionato di Serie B. Nella stagione 2014-15 il numero totale delle promozioni tramite play-off è stato fissato nuovamente in otto unità.

## Retrocessione
Afferendo ai comitati regionali entrambe le categorie coinvolte (C1 e C2), le retrocessioni sono regolate dai singoli comitati in base anche al numero di gironi di Serie C2, ad esempio regioni come Marche e Veneto hanno tre gironi di Serie C2, altri come l'Emilia Romagna e la Lombardia solo due, altre ancora come Calabria e Trentino - Alto Adige uno unico. Di norma retrocede più di una squadra, in alcuni comitati vengono disputati i Play Out.

## Ufficiali di gara
Per ogni incontro sono designati due arbitri dai rispettivi comitati regionali dell'Associazione Italiana Arbitri.

## Albo d'oro
Elenco dei vincitori del massimo campionato regionale (Serie C1 o Serie C); in corsivo sono riportate le squadre vincitrici dei play-off nazionali mentre l'asterisco (*) distingue le società che pur avendo guadagnato il diritto di iscriversi in Serie B, vi rinunciarono.

### Nord-Ovest
| Stagione | Piemonte Valle d'Aosta    | Liguria                 | Lombardia                  |
| -------- | ------------------------- | ----------------------- | -------------------------- |
| 1998-99  | ?                         | ?                       | La Dominante               |
| 1999-00  | Lanzo                     | ?                       | Milan Five Gordona         |
| 2000-01  | Bubalo 92                 | Camogli Golfo Paradiso* | Domus Bresso               |
| 2001-02  | Real Punto Matto          | Europe Painting         | Virtus Brescia Monza*      |
| 2002-03  | Karmaland HG Torino*      | Polis Genova            | Antares                    |
| 2003-04  | Torinese Real Torino      | San Lorenzo della Costa | Bergamo FF                 |
| 2004-05  | Bassotti Eurosporting     | Battifollo Sarzanese    | Brianza                    |
| 2005-06  | Ciriè                     | Tigullio                | Real Cornaredo*            |
| 2006-07  | Sporting Rosta            | Tosco Ligure*           | Real Cornaredo             |
| 2007-08  | Asti Eurosporting         | Rapallo*                | Bergamo Calcetto           |
| 2008-09  | Bra                       | Rapallo*                | ACSI Aurora                |
| 2009-10  | CRD Torino                | San Lorenzo SanVi*      | Lecco PCG Bresso           |
| 2010-11  | Carmagnola                | Tigullio                | San Biagio                 |
| 2011-12  | Castellamonte             | San Lorenzo SanVi*      | San Damiano*               |
| 2012-13  | Astense Bassotti          | Orange Blue             | Saints Pagnano             |
| 2013-14  | Sporting Rosta            | Tigullio                | San Damiano San Biagio     |
| 2014-15  | L84                       | Città Giardino          | Bergamo Domus Bresso       |
| 2015-16  | Fossano Astense           | San Lorenzo SanVi       | Lecco                      |
| 2016-17  | Time Warp                 | Ospedaletti*            | Videoton Crema Mantova     |
| 2017-18  | Savigliano                | Athletic Chiavari       | Pavia                      |
| 2018-19  | Asti Orange Fucsia Nizza* | PSM Rapallo*            | Area Indoor*               |
| 2019-20  | Val D'Lans                | Lavagna                 | MGM 2000 Leon              |
| 2020-21  | Avis Isola                | [ 7 ]                   | Bergamo                    |
| 2021-22  | Castellamonte             | Bordighera Sant'Ampelio | Real AVM Pavia Cardano '91 |
| 2022-23  | VDL Fiano Plus            | PSM Rapallo             | VareseLaveno Energy Saving |
| 2023-24  | Giovanile Centallo        | Città Giardino          | Real Sesto                 |
| 2024-25  | Gear Fucsia Nizza         | Levante Futsal          | Argonese San Paolo D'Argon |

### Nord-Est
| Stagione | Trentino Alto Adige | Veneto                            | Friuli Venezia Giulia        |
| -------- | ------------------- | --------------------------------- | ---------------------------- |
| 1998-99  | Bubi Merano         | ?                                 | Gradese                      |
| 1999-00  | Merano              | Dese                              | Tavernetta                   |
| 2000-01  | Pomarolo            | Altamarca                         | Gradese                      |
| 2001-02  | Green Tower         | Marca Treviso Jesolo              | Black Star*                  |
| 2002-03  | Trento              | Altamarca PSN 1997                | Pordenone*                   |
| 2003-04  | Libertas La Grolla  | Thiene                            | Internazionale Gorizia*      |
| 2004-05  | Bolzano Futsal      | Belluno                           | ENPE Palmanova               |
| 2005-06  | Pomarolo*           | Gruppo Fassina Sedico             | Five a Side Monfalcone*      |
| 2006-07  | Bubi Merano         | Villorba                          | Manzano Adriatica Monfalcone |
| 2007-08  | Green Tower         | Carmenta                          | Grado 2006                   |
| 2008-09  | Povoli Team         | Acinque* Carrè Chiuppano          | Adriatica Monfalcone         |
| 2009-10  | Bolzano 2007        | CAME Dosson                       | New Team FVG                 |
| 2010-11  | Bubi Merano         | Zanè Vicenza Jesolo               | Mediterranea Monfalcone      |
| 2011-12  | HDI Trento          | Arzignano Atletico Arzignano      | Palmanova                    |
| 2012-13  | Bassa Atesina       | Montecchio                        | Star Five                    |
| 2013-14  | San Gottardo*       | Blue Team* Diavoli                | Adriatica Monfalcone         |
| 2014-15  | Mercatone Uno       | Fenice Città di Mestre            | Manzano*                     |
| 2015-16  | Giacchabitat Trento | Vicinalis Cornedo                 | Manzano                      |
| 2016-17  | Olympia Rovereto    | Petrarca Luna Thiene              | Maccan Prata                 |
| 2017-18  | Atesina             | Altamarca                         | Pordenone                    |
| 2018-19  | Olympia Rovereto    | A-Team Arzignano Atletico Nervesa | Udine City Palmanova         |
| 2019-20  | Mosaico*            | Hellas Verona Giorgione           | Maniago                      |
| 2020-21  | Non disputato       | Grangiorgione Isola 5             | Non disputato                |
| 2021-22  | Atesina             | Bissuola                          | New Team Lignano*            |
| 2022-23  | Bubi Merano         | Compagnia Malo                    | Manzano                      |
| 2023-24  | Trento              | Verona                            | Eagles Futsal                |

### Centro-Nord
| Stagione | Emilia Romagna                | Toscana                        | Marche                            | Umbria                              |
| -------- | ----------------------------- | ------------------------------ | --------------------------------- | ----------------------------------- |
| 1998-99  | Cesena                        | San Paolo Pisa                 | CUS Macerata                      | Pattol Club                         |
| 1999-00  | ?                             | Massa C5 Follonica             | San Severino                      | Bowling Spoleto                     |
| 2000-01  | Eclisse                       | Livorno 94                     | Palombina Nuova Fano              | Magione                             |
| 2001-02  | Imola Reggio Emilia           | Atlante Grosseto Scandicci     | Fermodue                          | Coar Orvieto                        |
| 2002-03  | Osteria Grande                | Massa C5                       | Castelbellino                     | Real Gubbio Polizia Penitenziaria   |
| 2003-04  | Ass. Club Bologna FF          | Poggibonsese                   | San Severino                      | Buskers                             |
| 2004-05  | Real Casalgrande Bagnolo      | Rinascita 1984*                | Vigor Fabriano                    | Real Gubbio                         |
| 2005-06  | San Marino* Derby Forlì       | Valdera                        | CUS Ancona                        | Montecastelli                       |
| 2006-07  | Atletico Ravenna              | Fiorentina                     | Tre Colli Pesaro Five             | Virtus Gualdo                       |
| 2007-08  | Bagnolo                       | L'Oasi                         | Cameranese Juventina Montegranaro | Orte                                |
| 2008-09  | Altea*                        | Tirrenia                       | AVIS Ascoli*                      | Montecastelli                       |
| 2009-10  | Real Casalgrande Studio4      | CMC Livorno                    | Real Monturano                    | Orte                                |
| 2010-11  | L'Arena                       | Misericordia Pisa Soccer Five* | Porto San Giorgio                 | Grifo Caminetti                     |
| 2011-12  | Bologna 2003                  | Terranuovese                   | Buldog Lucrezia                   | Real Torgianese Gala Five-Orvietana |
| 2012-13  | Fratelli Bari                 | Isolotto                       | Tenax Fano                        | Nursia Foligno                      |
| 2013-14  | TS Cesena                     | Città di Massa                 | Eagles Fermo*                     | Perugia                             |
| 2014-15  | Bagnolo                       | Coiano Bulls Prato             | Corinaldo                         | Angelana                            |
| 2015-16  | Olimpia Regium                | Montecalvoli                   | CUS Macerata Eta Beta             | Todi Virtus Tifernum*               |
| 2016-17  | Sant'Agata                    | Elba '97                       | Cobà                              | Gadtch 2000                         |
| 2017-18  | Imolese Pro Patria San Felice | Mattagnanese                   | Ankon* Askl                       | Foligno                             |
| 2018-19  | Aposa                         | Lastrigiana                    | Cagli Grottaccia                  | CTS Grafica                         |
| 2019-20  | Modena Russi                  | Arpi Nova                      | Recanati Potenza Picena           | Ternana                             |
| 2020-21  | nessuna                       | Futsal Prato                   | Non disputato                     | Non disputato                       |
| 2021-22  | Real Casalgrandese            | Mattagnanese Vigor Fucecchio   | CUS Macerata                      | Grifoni                             |
| 2022-23  | Bagnolo                       | Boca Livorno                   | Sangiorgese                       | Gadtch 2000 Real Rieti              |
| 2023-24  | Mernap Faenza                 | Versilia                       | Nuova Juventina                   | CLT Terni                           |

### Centro-Sud
| Stagione | Sardegna                    | Lazio                                               | Abruzzo                                |
| -------- | --------------------------- | --------------------------------------------------- | -------------------------------------- |
| 1998-99  | ATS Quartu                  | ?                                                   | ?                                      |
| 1999-00  | Siurgus Donigala            | Ceccano                                             | ?                                      |
| 2000-01  | Quartiere Marina            | Torrino FDM Velletri                                | D'Angelantonio                         |
| 2001-02  | Archipa Sestu*              | Nepi Villa Aurelia                                  | Amaltea Marinara*                      |
| 2002-03  | Pro Capoterra               | TC Garden                                           | Vigor Guardiagrele                     |
| 2003-04  | Mediterranea Carbònia       | Aurelia Nordovest                                   | Città di Avezzano*                     |
| 2004-05  | Assemini                    | Albano                                              | San Gabriele Vasto Nuovo Pescheto      |
| 2005-06  | Karalis*                    | Palestrina                                          | CUS Teramo                             |
| 2006-07  | Alguer Pro Capoterra        | Settecamini                                         | Atletico Teramo                        |
| 2007-08  | Atletico Trexenta           | Polaris L'Acquedotto                                | Aprutino                               |
| 2008-09  | Elmas Teleco Cagliari       | Cogianco Salaria                                    | Sporting Ortona                        |
| 2009-10  | Basilea Cagliari            | Virtus Guidonia* Aloha                              | Pino Di Matteo                         |
| 2010-11  | Paolo Agus Sinnai           | Castel Fontana                                      | Real Pescara*                          |
| 2011-12  | Quartiere Marina*           | Isola                                               | Vis Lanciano                           |
| 2012-13  | Atiesse                     | Lodigiani                                           | Tollo                                  |
| 2013-14  | Asso Arredamenti            | EUR* Ardenza Ciampino                               | Loreto Aprutino                        |
| 2014-15  | Quartiere Marina*           | Virtus Palombara Lido di Ostia                      | Civitella Real Dem                     |
| 2015-16  | Sestu Mediterranea Cagliari | Active Network Mirafin Anni Nuovi*                  | Tombesi                                |
| 2016-17  | Cagliari 2000               | Atletico New Team Virtus Aniene 3Z Forte Colleferro | Real Guardiagrele*                     |
| 2017-18  | FFC Cagliari                | Sporting Juvenia Italpol Roma                       | Devils Chieti                          |
| 2018-19  | Monastir                    | Velletri Carbognano Real Terracina                  | Atletico Sambuceto* Free Time L'Aquila |
| 2019-20  | C'è Chi Ciak Cagliari       | Virtus Palombara* Cisterna United Pomezia           | Magnificat Calcio* Atletico Silvi*     |
| 2020-21  | Non disputato               | A.M.B. Frosinone Città di Anzio                     | Non disputato                          |
| 2021-22  | Elmas                       | Castel Fontana Laurentino F.A.                      | Sulmona Celano                         |
| 2022-23  | Alghero Domus Chia          | Conit Cisterna FC Palombara*                        | Magnificat*                            |
| 2023-24  | S. Sebastiano Ussana        | Canottieri Lazio Heracles                           | Lisciani Teramo                        |

### Sud-Ovest
| Stagione | Campania                             | Calabria                           | Sicilia                                 |
| -------- | ------------------------------------ | ---------------------------------- | --------------------------------------- |
| 1998-99  | Nocerina                             | Cosentia                           | Villabate                               |
| 1999-00  | ?                                    | Catanzaro                          | Libertas Corbino Wisser Club            |
| 2000-01  | Gragnano                             | Città di Cosenza                   | Corleone                                |
| 2001-02  | Marigliano                           | Catanzarese                        | Big Sport Pro Scicli                    |
| 2002-03  | Marcianise Napoli Nord               | Maestrelli                         | Viagrande                               |
| 2003-04  | Barrese Gragnano                     | Mediocrati                         | Corleone                                |
| 2004-05  | Olimpia Ischia                       | Catanzarese                        | Passo di Rigano*                        |
| 2005-06  | Sarno* Castellamare                  | Catanzaro                          | Puntese Mazarese                        |
| 2006-07  | Antares Fuorigrotta*                 | San Giuseppe Rosarno               | Villabate Peloro Messina                |
| 2007-08  | Deportivo Eden                       | Città di Cosenza                   | Mazarese                                |
| 2008-09  | Bagnolese Mecobil Pese               | Catanzarese SG*                    | Acireale                                |
| 2009-10  | Real Macerone*                       | Rogliano                           | Peloro Messina                          |
| 2010-11  | Marianella* Sala Consilina           | Mirto                              | Tidona*                                 |
| 2011-12  | Afragola* Monte di Procida           | Calabria Ora Odissea 2000          | APD Melilli                             |
| 2012-13  | Granianum* Sparta Pomigliano*        | Magic Games*                       | Santa Lucia del Mela*                   |
| 2013-14  | Alma Salerno                         | Cataforio                          | Azzurri Palermo*                        |
| 2014-15  | Feldi Eboli Saviano                  | Polisportiva Futura                | Real Cefalù Wisser Club*                |
| 2015-16  | Real Ottaviano*                      | Paola                              | Regalbuto Assoporto Melilli             |
| 2016-17  | Lausdomini                           | Atletico Cetraro*                  | Real Parco United Capaci* Mascalucia    |
| 2017-18  | Real San Giuseppe                    | Polistena Città di Bisignano       | Mabbonath Arcobaleno Ispica Akragas     |
| 2018-19  | Leoni Acerra Sporting Limatola       | Bovalino                           | Nuova Pro Nissa GEAR Sport              |
| 2019-20  | Sala Consilina Atletico Frattese*    | Catanzaro Futsal Mirto             | Bagheria* I Bruchi Atletico Canicattì   |
| 2020-21  | Non disputato                        | Soccer Montalto                    | Monreale Mortellito Meriense            |
| 2021-22  | Napoli Barrese Casagiove             | Cataforio*                         | Real Termini Rekogest Megara Augusta    |
| 2022-23  | Terzigno                             | Blingink Soverato Soverato Futsal  | Mistral Carini Gela                     |
| 2023-24  | Parthenope                           | Nausicaa                           | CUS Palermo Acireale 2021               |
| 2024-25  | Sorrento Futsal Amalfi Coast Sambuco | Gallinese DL Duelle Futsal Cetraro | Athletic Club Palermo Holimpia Siracusa |

### Sud-Est
| Stagione | Molise                         | Puglia                               | Basilicata                  |
| -------- | ------------------------------ | ------------------------------------ | --------------------------- |
| 1998-99  | ?                              | Barletta                             | ?                           |
| 1999-00  | ?                              | Bellevue                             | ?                           |
| 2000-01  | Team Campobasso                | Bisceglie                            | Real Matera                 |
| 2001-02  | Venafro                        | Polignano Sport Five                 | Scanzano                    |
| 2002-03  | Termoli                        | Fovea                                | CUS Potenza                 |
| 2003-04  | Këmarin                        | Sipontum Azzurri Conversano          | Scanzano                    |
| 2004-05  | Termoli                        | Ruvo Calcetto Martina                | CUS Potenza                 |
| 2005-06  | Isernia                        | Real Polignano                       | Invicta Potenza             |
| 2006-07  | Planet Campobasso              | CSG Putignano                        | Real Matera                 |
| 2007-08  | Chaminade                      | Biancazzurro Virtus Monopoli         | Deportivo Matera            |
| 2008-09  | Venafro                        | Atletico Giovinazzo                  | Potenza                     |
| 2009-10  | Torre Magliano                 | Fuente Real Mola                     | Scanzano                    |
| 2010-11  | Five Campobasso                | LCF Martina                          | Policoro                    |
| 2011-12  | Aesernia                       | Salinis                              | Eden Policoro*              |
| 2012-13  | Venafro                        | Virtus Rutigliano                    | Real Maratea*               |
| 2013-14  | Win Adv Campobasso Isernia     | Cisternino                           | Maschito*                   |
| 2014-15  | Chaminade                      | Capurso                              | Salandra* Shaolin Potenza   |
| 2015-16  | Venafro                        | Atletico Cassano                     | C.M.B. Bernalda             |
| 2016-17  | La Nebbia*                     | Locorotondo*                         | Or.Sa. Aliano               |
| 2017-18  | Saracena*                      | Aquile Molfetta                      | Guardia Perticara           |
| 2018-19  | Torremaggiore Sporting Venafro | Eraclio* Olympique Ostuni            | San Gerardo Potenza         |
| 2019-20  | Venafro*                       | Bitonto                              | Potenza                     |
| 2020-21  | Non disputato                  | Dream Team Palo del Colle Castellana | Non disputato               |
| 2021-22  | Campobasso*                    | Futsal Noci 2019                     | Comprensorio Sport Pisticci |
| 2022-23  | Sporting Campobasso            | Latiano                              | Essedi Maschito             |